# James McCrae
James Clark Fulton McCrae znany także jako McRae, McRea, McCray and McCabe (ur. 2 października 1894 w Bridge of Weir, zm. 3 września 1974 w Paisley) – szkocki piłkarz, a po zakończeniu kariery trener.

## Kariera klubowa
James McCrae karierę piłkarską rozpoczął w klubie Port Glasgow Rangers. W latach 1912–1919 był zawodnikiem Clyde F.C. W 1912 dotarł z Clyde do finału Pucharu Szkocji. Podczas I wojny światowej został zawodnikiem Grenadier Guards. Podczas gry w Grenadier Guards był wypożyczany do Clyde F.C., Rangers i West Ham United, gdzie grał jako gość wojenny. W latach 1919–1920 grał w West Ham United, a w 1920–1923 w Bury F.C. W latach 1923–1924 w Wigan Borough, a w 1924–1925 w New Brighton A.F.C. W latach 1925–1926 w Manchesterze United. W ostatnich dwóch latach kariery grał w: Watford F.C., Third Lanark F.C. i w Clyde F.C., gdzie zakończył piłkarską karierę.

## Kariera trenerska
James McCrae po zakończeniu piłkarskiej kariery został trenerem. W latach 1934–1936 był selekcjonerem reprezentacji Egiptu. W 1934 roku uczestniczył w mistrzostwach świata. Na mundialu we Włoszech Egipt przegrał 2-4 w spotkaniu I rundy z Węgrami. W 1936 roku uczestniczył w igrzyskach olimpijskich w Berlinie. Egipt przegrał 1-3 spotkaniu I rundy z Austrią. W 1941 roku prowadził turecki İstanbulspor A.Ş. W latach 1946–1948 prowadził islandzki Fram, który dwukrotnie doprowadził do mistrzostwa Islandii w 1946 i 1947 roku.